# Giáo hoàng Sergiô IV
Sergiô IV (Latinh: Sergius IV) là người kế nhiệm Giáo hoàng Gioan XVIII và là vị giáo hoàng thứ 142.
Theo niên giám tòa thánh năm 1806 thì ông đắc cử Giáo hoàng vào năm 1009. Niên giám tòa thánh năm 2003 xác định triều đại của ông kéo dài từ ngày 31 tháng 7 năm 1009 cho tới ngày 12 tháng 5 năm 1012.
Giáo hoàng Sergius IV sinh tại Rôma thuộc gia đình bá tước Tuscolo. Nhưng theo một số người khác ông có gốc Provence. Ông giữ quan hệ thân thiện với cả hai hoàng đế Đông Phương cũng như Tây Phương.
Sergius IV cố gắng đến hoài công, để sửa chữa sự đồi bại về luân lý giữa các Giám mục và các viện phụ quyền thế. Ông cứu Mộ Thánh Chúa khỏi bị tàn phá.
Chắc chắn do một sự dị dạng ở mặt nên ông đã đau khổ vì cái tục danh Osporci nghĩa là mõm lợn. Ông là vị Giáo hoàng đầu tiên đổi tên sau khi được bầu, mà trong trường hợp của ông là Pietro, phong trào đã được tất cả những người kế vị ông giữ mãi, ngoại trừ Ađrianô IV và Marcellô II.
Khi ông qua đời, ông được mai táng trong Vương cung thánh đường thánh Gioan Latran.